# Tee (golf)

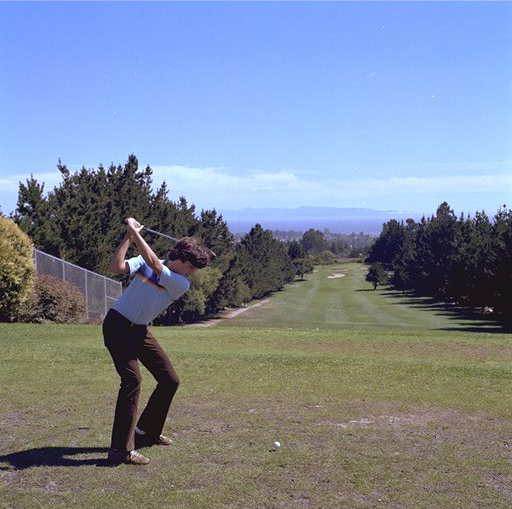
Een afslag vanaf de tee

Bij golf is de tee (ook wel afslagplaats genoemd) de plaats vanwaar de eerste slag (drive of afslag) voor de hole wordt gespeeld.
Op iedere hole is een herentee, een damestee en soms een rabbittee. Op elke tee staan markers die aangeven vanaf welk punt afgeslagen moet worden. Bij de heren- en damestee zijn witte resp. zwarte markers om aan te geven vanwaar professionals en spelers met een lage handicap moeten afslaan, deze heten de backtee, zij staan meer naar achteren dan de medaltees, die in geel resp. rood zijn aangegeven en die door de andere spelers worden gebruikt. De rabbittee ligt nog meer naar voren en wordt gebruikt door beginners en senioren.
De speler wiens tee het verst naar achteren ligt, moet het eerst afslaan. Normaal gesproken zullen de heren eerder afslaan dan de dames, tenzij de damestee achter de herentee ligt. Dit kan voorkomen als een hole een par5 is voor de dames en een par4 voor de heren.
Op de tee staan twee markers. De denkbeeldige lijn die gevormd wordt tussen de voorkanten van die markers geeft de voorste lijn aan van een rechthoek waarbinnen de speler zijn bal mag plaatsen of opteeën om vervolgens zijn bal af te slaan. De bal mag tot twee stoklengten achter de lijn worden geplaatst. De buitenkant van de markers geven de zijkant aan van de rechthoek. De speler zelf mag met zijn voeten buiten deze rechthoek staan.

## Afslagpinnetje

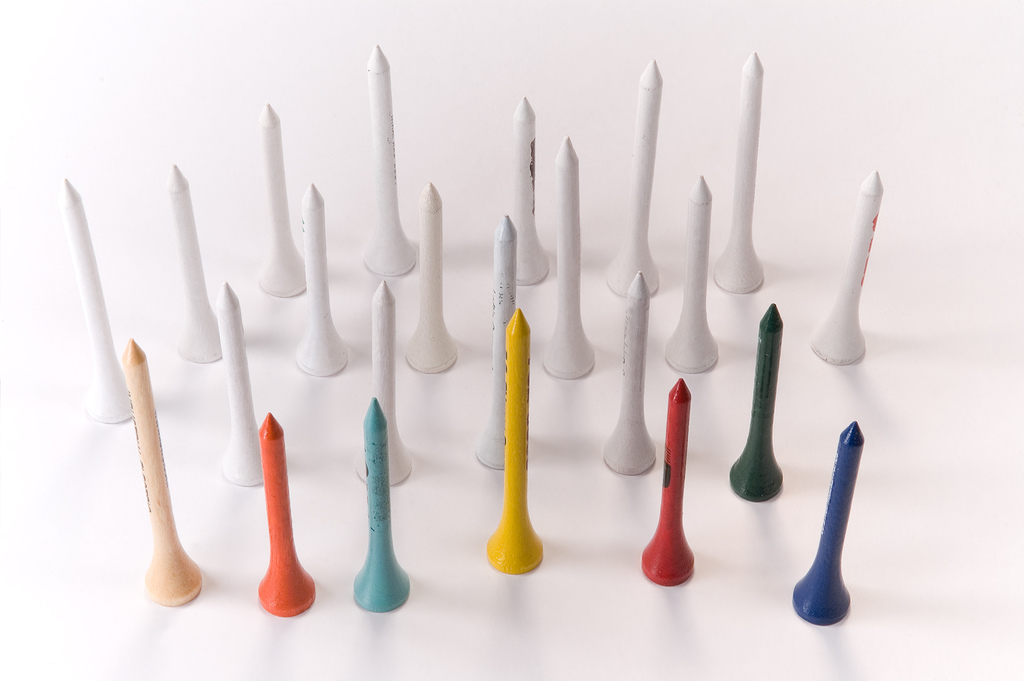
Golftees

Een tee is ook een houten of plastic pinnetje waar de bal op gelegd wordt om hem daar vervolgens af te slaan. Dit heet opteeën. Voordeel is dat de bal wat hoger ligt zodat de speler onder de bal kan slaan zonder dat hij het gras beschadigt.
De speler mag een tee gebruiken voor de eerste slag van elke hole.
Ter bescherming van de baan wordt soms aangekondigd dat spelers overal hun bal mogen opteeën, dus ook na de eerste slag. Dit geldt dan als de bal zich op gemaaid gras bevindt, niet in een bunker of in de rough.
Een standaardtee is 21⁄8 inch of 5,4 cm lang, maar langere en kortere tees zijn toegestaan en hebben bij sommige spelers de voorkeur.
Een speler moet de tee weer weghalen, ook als hij kapotgeslagen is. Vooral plastic tees veroorzaken schade aan de bladen van de grasmaaiers.